# Glàdkovo (Bélgorod)
|  | Per a altres significats, vegeu «Glàdkovo». |

Glàdkovo - Гладково (rus) - és un poble de l'óblast de Bélgorod, a Rússia. El 2010 tenia 74 habitants. Pertany al districte (raion) de Valuiki.